# Хашмаш (Салаж)
Хашмаш (рум. Hășmaș) насеље је у Румунији у округу Салаж у општини Шимишна. Oпштина се налази на надморској висини од 269 m.

## Становништво
Према подацима из 2002. године у насељу је живело 414 становника, од којих су сви румунске националности.